# Ole Christian Madsen
Pour les articles homonymes, voir Madsen.
Ole Christian Madsen, né à Roskilde (Danemark) le 18 juin 1966, est un réalisateur et scénariste danois.

## Filmographie

### Comme réalisateur

#### Au cinéma
- 1988 : Kun for forrykte: Eik Skaløe og Steppeulvene
- 1993 : Lykkelige Jim
- 1997 : Sinans bryllup
- 1999 : Pizza King
- 2001 : En kærlighedshistorie
- 2005 : Nordkraft
- 2006 : Prag
- 2008 : Les Soldats de l'ombre (Flammen & Citronen)
- 2011 : Superclásico
- 2014 : Steppeulven
- 2020 : The Day We Died (Krudttønden)
- 2024 : Les Enquêtes du département V : Promesse (Den grænseløse)

#### À la télévision
- 1994 : Stormfulde hjerter (TV)
- 2000 : Edderkoppen (série télévisée)
- 1997 : Taxa (série télévisée)
- 2002 : Rejseholdet (série télévisée)
- 2013 : Banshee (série télévisée, 10 épisodes)
- 2014 : Banshee Origins (série télévisée, 2 épisodes)